# Mäuskreut
Mäuskreut (auch Mäuskreuth) ist ein Gemeindeteil der Gemeinde Polsingen im Landkreis Weißenburg-Gunzenhausen (Mittelfranken, Bayern). Mäuskreut liegt in der Gemarkung Trendel.

## Geographie
Der Weiler liegt etwa zweieinhalb Kilometer westlich von Polsingen. Unweit nördlich liegt Lerchenbühl, unweit westlich Trendel. östlich verläuft die Grenze zum schwäbischen Landkreis Donau-Ries. Der Lindichgraben, ein Zufluss der Wörnitz, berührt den Ort im Osten. Mäuskreuth sowie der südlich gelegene Ort Kronhof liegen als einzige Orte des Landkreises im Rieskrater.

## Geschichte
Im Zuge der Gemeindegebietsreform 1971 wurde Mäuskreut zusammen mit seinem Hauptort Trendel in die Gemeinde Polsingen eingegliedert.